# 関紫優
関 紫優（せき しゆう、1998年3月27日 - ）は、日本の元ファッションモデル。東京都出身。インセントに所属していた。

## 略歴
- インセントにスカウトされ、2008年『ニコ☆プチ』冬号でデビューする。
- 2011年6月号まで『ニコ☆プチ』の専属モデルとして活動。
- 2011年9月号より『ピチレモン』の専属モデルとして活動。2014年4月号で卒業。
- 2016年12月20日、本人のTwitter内で芸能界引退を発表。

## 出演

### 雑誌
- ニコ☆プチ（2008年冬号 - 2011年6月号、新潮社） - 専属モデル
- ピチレモン（2011年9月号 - 2014年4月号、学研パブリッシング） - 専属モデル

### バラエティ
- すイエんサー（2011年4月 - 2015年3月、NHK Eテレ）

### テレビドラマ
- 幽かな彼女（2013年4月9日 - 6月18日、関西テレビ） - 下川千夏 役

### イベント
- T☆LOVE COLLECTION
- ニコ☆プチ×JENNI ファッションショー

### 広告
- DUAL GIRL ポップ･ポスター（2010年）
- キッズセシール（2010年）